# Jorge Montt Álvarez
Jordi Montt i Álvarez (Casablanca, Xile, 26 d'abril de 1845 - Santiago de Xile, 9 d'octubre de 1922) fou un marí i polític xilè, president de Xile entre el 26 de desembre de 1891 i el 26 de desembre de 1896.

## Biografia
Fill d'Antonio Montt i de María Álvarez, va ingressar a l'Escola Naval en 1858, i es va enrolar a la Marina tres anys després. En la guerra contra Espanya, va prendre part en el combat de Papudo (1865), en el qual va ser capturada la corbeta "Covadonga". Comandant de la "Maragda" el 1877, a l'esclatar la Guerra del Pacífic es va incorporar a les missions realitzades per l'Armada al nord.
Va participar en el combat naval de Angamos el 8 d'octubre de (1879), en la presa de Pisagua (1879) i va dirigir el bloqueig del Callao (1880). Cap al 1891 fou capità. Conforme es va anar aproximant el conflicte de 1891, els congressistes es van acostar a ell. Va prendre el control de l'esquadra i va liderar el moviment contra José Manuel Balmaceda. Va ser nomenat president de la Junta de Govern d'Iquique, i va prendre el comandament en Santiago de Xile poc abans del suïcidi de Balmaceda. Finalitzada la guerra civil, va fer pública la seva intenció de no seguir al capdavant del bàndol vencedor.